# Ileostylus micranthus
Ileostylus micranthus är en tvåhjärtbladig växtart som först beskrevs av Joseph Dalton Hooker, och fick sitt nu gällande namn av Van Tiegh.. Ileostylus micranthus ingår i släktet Ileostylus och familjen Loranthaceae. Inga underarter finns listade i Catalogue of Life.